# Mirosława Goleniewska-Furman
Mirosława Goleniewska-Furman (znana też jako Mirosława Furmanowa, z domu Goleniewska, ur. 30 marca 1927 w Łukowie, zm. 16 września 2014 w Warszawie) – polska farmaceutka, profesor i wykładowca Akademii Medycznej w Warszawie – Warszawskiego Uniwersytetu Medycznego.

## Życiorys
W 1952 roku ukończyła farmację na Wydziale Farmaceutycznym Akademii Medycznej w Warszawie. W 1962 roku uzyskała stopień doktora nauk farmaceutycznych (za pracę Związki filogenetyczne i geobotaniczne Grzybieni północnych Nymphaea candida Presl w rodzinie Nymphaeaceae oraz badania anatomiczne i chemiczne tego gatunku). Habilitowała się w 1968 roku na podstawie rozprawy Studium botaniczno-farmaceutyczne o Cabombaceae, Nymphaeaceae i Nelumbonaceae, od 1978 roku profesor nadzwyczajny AM w Warszawie, od 1991 roku profesor zwyczajny. W roku 1978 objęła Katedrę i Zakład Biologii i Botaniki Farmaceutycznej AM w Warszawie po swoim nauczycielu, profesorze Henryku Bukowieckim i była jej kierownikiem do 2002 roku. Ukierunkowała działalność Katedry na biotechnologię roślin leczniczych. W okresie 1972–1981 pełniła funkcję prodziekana, a 1981-1987 – dziekana Wydziału Farmaceutycznego AM. 
Członek Komitetu Terapii i Nauk o Leku Polskiej Akademii Nauk – przewodnicząca od 2007 roku, Komisji Leku Naturalnego i Biotechnologii PAN – wiceprzewodnicząca, Polskiego Towarzystwa Farmaceutycznego, Polskiego Towarzystwa Botanicznego, Towarzystwa Naukowego Warszawskiego, Society of Medicinal Plants. 
Prowadziła liczne badania naukowe z zakresu botaniki farmaceutycznej, biotechnologii roślin, fitochemii, roślinnych kultur tkankowych in vitro, czego owocem są publikacje naukowe (około 200), głównie w czasopismach anglojęzycznych. Jest także współautorką podręcznika Botanika farmaceutyczna PZWL, 1973.
Uhonorowana w 2004 roku godnością doctor honoris causa Akademii Medycznej im. Feliksa Skubiszewskiego w Lublinie. Odznaczona Krzyżem Kawalerskim, Oficerskim i Komandorskim Orderu Odrodzenia Polski, Złotym Krzyżem Zasługi, Medalem Komisji Edukacji Narodowej i wieloma nagrodami rektorskimi i Ministra Zdrowia.
Jej mężem był architekt Jan Furman.